# Parlamentarna demokracija
Parlamentarna demokracija je politični sistem, ki temelji na načelu delitve oblasti - zakonodajne, izvršilne in sodne. Sistem parlamentarne demokracije se je najprej razvil v Angliji, kjer se je sodna veja oblasti razmeroma zgodaj osamosvojila od drugih dveh. Do konca 18. stoletja je parlament predstavljal in opravljal zakonodajno oblast, izvršilna je bila v rokah kralja, po tem obdobju je kralj izgubil vsako nadzorstvo nad izvršilno oblastjo, obdržal je le simbolično funkcijo. Prvo sodobno obliko parlamentarne demokracije so konec 18. stoletja oblikovali v Združenih državah Amerike, kasneje se je razširila tudi v evropske države. V sistemu parlamentarne demokracije različne politične stranke in njeni člani kot predstavniki ljudstva tekmujejo za večino v izvršilni in zakonodajni oblasti. Načelo ljudske suverenosti, na katerem temeljijo sodobne parlamentarne demokracije, temelji na izhodišču, da oblast v državi izhaja iz ljudstva ter mu pripada.
 
Sistem parlamentarne demokracije je bil v Sloveniji uveden z ustavnimi amandmaji leta 1989. Sistem je zamenjal star socialistični sistem, v katerem je bila vsa izvršna, zakonodajna in sodna oblast podrejena eni stranki, Zvezi komunistov Slovenije kot sestavni del Zveze komunistov Jugoslavije. Leta 1990 so bile izvedene prve demokratične volitve v Sloveniji. Zakonodajno telo v Sloveniji je v rokah Državnega zbora, medtem ko je Državni svet drugi dom parlamenta, kot korporativno telo, ki zastopa socialne, gospodarske, poklicne in lokalne interese. Državni zbor sestavljajo poslanci, ki so izvoljeni na načelu splošnega, enakega, neposrednega ter tajnega glasovanja za mandatno dobo 4 let.